# Покрети за право на побачај
Покрети за право на абортус, који се такође називају покрети за избор, залажу се за легалан приступ услугама индукованог абортуса, укључујући избор на абортус. То је аргумент против покрета за живот. Покрет за право на абортус настоји да представља и подржи жене које желе да прекину трудноћу у било ком тренутку. Овај покрет покушава да успостави право за жене да направе избор за абортус без страха од правних и/или друштвених реакција. Питање индукованог абортуса и даље изазива поделе у јавном животу, са понављајућим аргументима за либерализацију или ограничавање приступа легалним услугама абортуса. Саме присталице права на абортус подељене су у погледу врста услуга абортуса које би требало да буду доступне и околности, на пример различитих периода трудноће, као што су абортуси у касним терминима, у којима приступ може бити ограничен.

## Терминологија
Многи од термина који се користе у дебати су политички оквирни термини који се користе да би се потврдио сопствени став док се супротан став обесмишљава. На пример, ознаке „за избор“ и „за живот“ имплицирају подржавање широко прихваћених вредности као што је слобода, док сугеришу да опозиција мора бити „против избора“ или „против живота“ (алтернативно „за принуда" или "за смрт").
Ова гледишта не спадају увек у бинарност; у једној анкети Института за истраживање религије, они су приметили да је нејасноћа термина довела до тога да је седам од десет Американаца себе описало као „за избор“, док је скоро две трећине себе описало као „за живот“. Утврђено је да би се у анкетама испитаници другачије означили када би добили конкретне детаље о околностима око абортуса, укључујући факторе као што су силовање, инцест, одрживост фетуса и преживљавање мајке.
Асошиејтед прес фаворизује термине „права на абортус” и „против абортуса”.

## Рана историја
Пракса абортуса датира из 1550. године пре нове ере, на основу налаза праксе забележених у документима. Абортус је активна пракса још од египатске медицине. Вековима касније, абортус је била топ тема феминизма.
Идејама о легализацији абортуса крајем 19. века феминисткиње су се често супротстављале, сматрајући га средством за ослобађање мушкараца од одговорности.  У Револуцији, која је била званична новина о женским правима, која је излазила седмично, и коју су водиле Елизабет Кејди Стантон и Сузан Б. Ентони, анонимни сарадник који се потписао са „А“ писао је 1869. о тој теми, тврдећи да уместо самих покушаја да се донесе закон против абортуса, мора се решити и основни узрок. Лист Револуција је имао велики утицај на покрет за права жена и по први пут се чинило да се женски гласови чују кроз прогласе ових непризнатих субјеката о женама и њиховим свакодневним правима и безбедности као грађанки.
Просто доношење закона против абортуса би, навео је писац, „било само покосити врх штетног корова, а корен остаје. Без обзира који је мотив, љубав према лакоћи, или жеља да се спасе од патње нерођене бебе, жена је крива ако је починила то дело. То ће јој у животу оптерећивати савест, у смрти ће оптерећивати душу; Али ох! Трипут је крив онај који ју је довео до очаја који ју је нагнао на злочин.“ 
Између 1900. и 1965. није било никаквих покрета или скупова против абортуса јер су државе већ усвојиле закон о забрани абортуса на свим нивоима, укључујући рецепте и поступке. Једини изузетак да жена изврши абортус без страха од законске одмазде био је ако лиценцирани лекар утврди да ће абортус заштитити живот мајке. Лекари који врше абортусе и жене које абортирају стално су малтретирани од стране судова и тужилаштава.
Шездесетих година 20. века неке државе су почеле да траже измене закона о абортусу. Године 1959. група стручњака је поставила модел закона који је подржао унапређење закона о абортусу. Ови стручњаци су предложили да закони о абортусу треба да обезбеде изузеће за жене које су биле сексуално злостављане или за бебу која можда нема добар квалитет живота. Покрет за права на абортус постао је контроверзна тема у Сједињеним Државама у вези са абортусом и репродукцијом.

### Велика Британија
Покрет ка либерализацији закона о абортусу појавио се 1920-их и 1930-их година у контексту победа које су недавно извојеване у области контроле рађања. Кампање, укључујући Мери Стоупс у Енглеској и Маргарет Сангер у САД, успеле су да изнесу ово питање на видело, а успостављене су клинике за контролу рађања које су нудиле савете о планирању породице и методе контрацепције женама којима је потребна. Контрола рађања је метода превенције трудноће путем контролисане контрацепције.
Године 1929. у Уједињеном Краљевству је донет Закон о очувању живота новорођенчади, који је изменио закон (Закон о прекршајима против личности из 1861.) тако да абортус обављен у доброј вери, са једином сврхом очувања живота мајке, не би био прекршај. Многи грађани су имали помешана мишљења о томе, али су на крају почели да протестују због уништавања деце. Уништавање деце је било познато као одузимање живота одрживог нерођеног детета током трудноће или при рођењу, пре него што оно постане независно од мајке. Ако постоји намера смрти, а притом се не спроводи добра вера ради заштите егзистенције мајке, за дело је предвиђена максимална казна доживотног затвора. Закон о очувању живота новорођенчади дефинише разлику између убиства и абортуса – изазивања побачаја.
Стела Браун је била водећа у кампањи за контролу рађања, која је све више почела да се упушта у спорније питање абортуса 1930-их. Њена уверења су била под јаким утицајем рада Хевлока Елиса, Едварда Карпентера и других сексолога. Дошла је до чврстог уверења да жене које раде треба да имају избор да затрудне и прекину трудноћу док су радиле у ужасним околностима које су окруживале трудну жену која је и даље морала да ради тешке послове током трудноће. У овом случају она је тврдила да би лекари требало да дају бесплатне информације о контроли рађања женама које желе да знају за то. Ово би дало женама слободу у погледу сопствених околности и омогућило им да одлуче да ли желе да буду мајке или не.
Крајем 1920-их, Браунова је започела говорничку турнеју по Енглеској, пружајући информације о својим уверењима о потреби доступности информација о контроли рађања за жене, здравственим проблемима жена, проблемима у вези са пубертетом и сексуалним образовањем и високој стопи морбидитета мајки, између осталих тема. Ови разговори су позивали жене да преузму питања своје сексуалности и здравља у своје руке. 1929. године изнела је своје предавање „Право на абортус” пред Светски конгрес сексуалне реформе у Лондону. Године 1931. Браунова је почела да развија свој аргумент за право жена да одлуче да имају абортус. Поново је кренула на турнеју, држећи предавања о абортусу и негативним последицама које су уследиле ако жене нису могле да прекину трудноћу по сопственом избору услед последица као што су: самоубиство, повреда, трајна инвалидност, лудило и тровање крви.
Друге истакнуте феминисткиње, укључујући Фриду Ласки, Дору Расел, Џоан Малесон и Џенет Ченс, почеле су да се залажу за ову ствар - која се драматично пробила у медије у јулу 1932. када је Савет Британског медицинског удружења формирао комисију за дискусију о изменама закона о абортусу. 17. фебруара 1936. године, Џенет Ченс, Алиса Џенкинс и Џоан Малесон основале су Удружење за реформу закона о абортусу као прву организацију за либерализацију побачаја. Удружење је промовисало приступ абортусу у Уједињеном Краљевству и водило кампању за елиминисање законских препрека. У својој првој години регрутовали су 35 чланова, а до 1939. имали су скоро 400 чланова.
Удружење је било веома активно између 1936. и 1939. године, шаљући говорнике широм земље да говоре о раду и једнаком држављанству и покушавало је, иако најчешће безуспешно, да се писма и чланци објављују у новинама. Најпопуларније су постале када је члан Медицинско-правног комитета Удружења примио случај силоване четрнаестогодишње девојчице. Овај случај је стекао велики публицитет, међутим када је рат почео, случај је потиснут и ствар је поново изгубила на важности за јавност.
Године 1938, Џоан Малесон је изазвала један од најутицајнијих случајева у британском закону о абортусу када је трудну четрнаестогодишњу жртву силовања упутила гинекологу Алеку Борну. Извршио је абортус, тада илегалан, и суђено му је под оптужбом да је извршио абортус. Борн је на крају ослобођен оптужби. Овај судски поступак је направио преседан да лекари не могу бити кривично гоњени због абортуса у случајевима када би трудноћа вероватно изазвала „ментални и физички проблем”.
Удружење за реформу закона о абортусу наставило је своју кампању након Другог светског рата, а то је, у комбинацији са широким друштвеним променама, вратило питање абортуса у политичку арену 1960-их. Председник Краљевског колеџа акушера и гинеколога Џон Пил председавао је комитетом који је саветовао британску владу о томе шта је постало Закон о абортусу из 1967. године, који је дозвољавао легални абортус по бројним основама, укључујући избегавање повреде физичког или менталног здравља жене или њеног постојећег детета (деце) ако је трудноћа још увек била испод 28 недеља.
У Америци се 1960-их појавио покрет за реформу абортуса. Године 1964, Гери Санторо из Конектиката је умрла покушавајући да добије илегалан абортус и њена фотографија је постала симбол покрета за права на абортус. Неке групе активиста за женска права развиле су сопствене вештине да обезбеде абортусе женама које нису могле да их набаве на другом месту. На пример, у Чикагу је група позната као "Џејн" водила путујућу клинику за абортус током већег дела 1960-их. Жене које траже процедуру звале би одређени број и добијале би упутства како да пронађу "Џејн".
Крајем 1960-их, формиран је известан број организација да мобилишу мишљење против и за легализацију абортуса. Претеча NARAL Pro-Choice America основана је 1969. да би се супротставила ограничењима абортуса и проширила приступ абортусу. Крајем 1973. НАРАЛ је постао Национална акциона лига за права на абортус.
Значајна судска пресуда Врховног суда у предмету Роу против Вејда пресудила је да је статут Тексаса који забрањује абортус осим када је то неопходно ради спасавања живота мајке, неуставан. Суд је до своје одлуке дошао закључивши да питање абортуса и права на абортус спада у право на приватност. Суд је сматрао да постоји право на приватност и да укључује право на абортус.
Од 1970-их, и ширења другог таласа феминизма, абортус и репродуктивна права постали су обједињујућа питања међу различитим групама за женска права у Канади, Сједињеним Државама, Холандији, Британији, Норвешкој, Француској, Немачкој и Италији.
У 2015. години, након гласања Представничког дома за одузимање средстава за планирано родитељство, Линди Вест, Амелија Боноу и Кимберли Морисон покренуле су ShoutYourAbortion како би „подсетиле присталице и критичаре да је абортус законско право свакога ко га жели или треба“. Жене су подстицале друге жене да поделе позитивна искуства у вези са абортусом на мрежи користећи хештег #ShoutYourAbortion како би „одбациле стигму око абортуса“.
У 2019. години, покрет You Know Me започео је као одговор на успешно усвајање закона о откуцајима срца фетуса у пет држава у Сједињеним Државама, пре свега на усвајање закона против абортуса у Џорџији, Охају (Закон Представничког дома 68)  и Алабами (Закон Представничког дома 314 ) 
У периоду од 2011. до 2019. године усвојено је више од 1.000 закона о абортусу који су ограничавали приступ процедурама за абортус. Неки од ових закона забрањују жени да абортира након одређеног гестацијског доба и такође су засновани на раси и специфичним условима трудноће. Установљени су и други закони који забрањују одређене методе абортуса.

### Африка
Јужна Африка дозвољава абортус по захтеву у складу са својим Законом о избору прекида трудноће. Већина афричких земаља, међутим, има забрану абортуса осим у случајевима када су живот или здравље жене угрожени. Бројне међународне организације за права на абортус поставиле су измену закона о абортусу и проширење услуга планирања породице у подсахарској Африци и земљама у развоју као главни приоритет.

### Азија
Током 2010-2014, у Азији је обављено 36 милиона абортуса. Већина абортуса догодила се у централној и јужној Азији: 16 милиона у Индији и Азији и 13 милиона само у Кини.
Према евиденцији, од свих трудноћа у Азији, 27 одсто њих заврши абортусом. Ово је разлог за Азијско партнерство за сигуран абортус (АСАП). Овај програм је формиран да би се повећала доступност безбедних и легалних абортуса и здравствене заштите која је неопходна након било које услуге абортуса.
Иако је абортус легалан у Азији, то не значи да жене увек имају приступ или адекватну здравствену заштиту у овим временима. На пример, абортуси у Индији су легални од 1951. године, али жене које су посебно сиромашне или маргинализоване предузму 50% небезбедних абортуса. Жене на Филипинима се подвргавају небезбедном и нехигијенском абортусу који узрокује око 1.000 смртних случајева годишње због компликација абортуса. Филипини, заједно са Ираком и Лаосом, су земље које нису учиниле абортус легалним. Земље као што су Авганистан, Тајланд, Кина и Либан, све су биле под утицајем одлучног дугорочног феминистичког покрета АСАП за права жена на абортус.

#### Јапан
Поглавље XXIX Кривичног закона Јапана чини абортус незаконитим у Јапану. Међутим, Закон о здравственој заштити мајки дозвољава одобреним лекарима да практикују абортус уз сагласност мајке и њеног супружника, ако је трудноћа резултат силовања, или ако наставак трудноће може озбиљно да угрози здравље мајке из физичких или економских разлога. разлозима. Други људи, укључујући и саму мајку, који покушавају да абортирају фетус могу бити кажњени законом. Људи који покушавају да абортирају без пристанка жене такође могу бити кажњени, укључујући и лекаре.

#### Јужна Кореја
Абортус је незаконит у Јужној Кореји од 1953. године, али је 11. априла 2019. Уставни суд Јужне Кореје прогласио забрану абортуса неуставном и позвао на измену закона. Закон важи до краја 2020. Уставни суд је узео у разматрање случајеве о правима жена на абортус јер сматрају да је забрана абортуса неуставна. Како би помогли легализацију абортуса у Јужној Кореји, хиљаде адвоката саставили су петицију да Плава кућа размотри укидање забране. Због забране абортуса, ово је довело до многих опасних самоиндукованих абортуса и других илегалних пракси абортуса којима треба посветити више пажње. Због тога постоје заговорници који оспоравају закон да би се у перспективи поставили негативни фактори које ова забрана абортуса доноси. Тиме што се абортус у Јужној Кореји чини незаконитим, ово такође ствара проблем када су у питању права жена и њихова права на своја тела. Као резултат тога, створене су многе групе за заступање жена које су заједно деловале у знак протеста против закона о забрани абортуса.

### Русија
Године 1920, под првим шефом владе Руске Совјетске Републике, Лењином, Русија је била прва земља на свету која је дозволила да абортус буде илегалан без обзира на услове.
Али у 20. веку, закони око абортуса су више пута модификовани између 1936. и 1955. године. Према подацима Уједињених нација 2010. године, Русија је имала највећу стопу абортуса по жени у репродукцији. Упоређени су резултати стопа абортуса у Кини и Русији и од популације од 1,3 милијарде људи, Кина је пријавила само 13 милиона абортуса, што је огромна разлика у поређењу са популацијом у Русији од 143 милиона људи са 1,2 милиона абортуса. Пошто је абортус био незаконит у Руској империји, није био признат у Домостроју. Домострој је био скуп задатака које је требало следити, а који су били структурисани око правила, упутстава окружених верским, друштвеним и домаћим питањима која су била усредсређена на Руско друштво. Ова правила су наметала поштовање Бога и цркве.
Различити владари су имали различите погледе на абортус. За време владавине Романова, абортус је био нелегалан, а ако би жена обавила абортус, њена казна је била смрт. Али након завршетка владавине Романова, Петар Велики је укинуо смртну казну за абортусе, али се то и даље сматрало озбиљним питањем 1917. Пре него што је казна за абортус била смртна, према руском кривичном закону који датира из 1462-1463, женама су одузимана основна људска и грађанска права и забрањен им је улазак у град или су биле принуђене на принудни рад.
Абортуси на „црном тржишту” били су познати као неовлашћени и дискретни поступци које су радиле жене са искуством у порођају. Ове жене су биле познате као старије жене које су биле бабице и сеоске бабице. Оне су биле једино доступно акушерско особље коме су жене могле да оду без суочења са оштрим казнама и последицама које је наметнуло руско друштво. Пошто за жене које желе да прекину трудноћу није обезбеђена адекватна медицинска нега, бабице и медицинске сестре из села су обучене да се брину о овим женама што је више могуће, али наравно, илегални абортуси увек имају последице.
Током совјетског периода у Русији, абортуси су били највиши у свету. Након што је совјетски период завршио у руској унији, број абортуса се смањио са даљим принудним курсевима сексуалног образовања и употребом контрацептивних средстава за контролу рађања.

### Европа

#### Ирска

##### Република Ирска
Абортус је био незаконит у Републици Ирској, осим када је живот жене био угрожен здравственим стањем (укључујући ризик од самоубиства), пошто је референдум из 1983. (познат и као 8. амандман) изменио устав. Накнадне измене и допуне из 1992. године гарантовале су право на путовање у иностранство (због абортуса) и на дистрибуцију и добијање информација о „законитим услугама“ доступним у другим земљама. Два предлога да се уклони ризик од самоубиства као основа за абортус народ је одбацио на референдуму 1992. и 2002. године. Хиљаде жена заобилазе забрану тако што приватно путују у друге европске земље (обично у Британију и Холандију) како би се подвргле прекиду трудноће, или тако што наручују таблете за абортус онлине и узимају их у Ирској.
Након смрти Савите Халапанавар 2012. године, обновљена је кампања за укидање осмог амандмана и легализацију абортуса. У јануару 2017, ирска влада је основала скупштину грађана да размотри ово питање. Њихови предлози, широко подржани од стране вишестраначког одбора Oireachtas, укључују укидање 8. амандмана, неограничен приступ абортусу у првих 12 недеља трудноће и ограничења без термина за посебне случајеве фаталних абнормалности фетуса, силовања и инцеста.
Референдум о стављању ван снаге 8. амандмана одржан је 25. маја 2018. године. Већина од 67% за укидање је сведочанство о женама које су се бориле да промене закон о репродуктивном животу жена.

##### Северна Ирска
Иако је део Уједињеног Краљевства, абортус је остао илегалан у Северној Ирској, осим у случајевима када жени прети здравствено стање, физичко или психичко, до 2019. Жене које су тражиле абортус морале су да путују у Енглеску. У октобру 2019. легализован је абортус у трајању до 12 недеља, да би почео у априлу 2020, али је и даље скоро недостижан.

#### Пољска
Пољска је првобитно сматрала да је абортус легалан 1958. године од стране комунистичке владе, али је касније забрањен након обнове демократије 1989. године.
Тренутно је абортус илегалан у свим случајевима осим силовања или када су фетус или мајка у фаталним условима. Широка распрострањеност Католичке цркве у Пољској унутар земље учинила је абортус друштвено „неприхватљивим“. Папа је имао велики утицај на прихватање абортуса у Пољској. Неколико значајних судских случајева имало је значајан утицај на тренутни статус абортуса.

#### Велика Британија
У Уједињеном Краљевству, Закон о абортусу из 1967. легализовао је абортус по великом броју основа, осим у Северној Ирској. У Великој Британији закон каже да се трудноћа може прекинути до 24 недеље  под одрђеним условима.
Међутим, критеријум ризика по ментално и физичко здравље се широко примењује и де факто чини абортус доступним на захтев, иако је за то и даље потребна сагласност два лекара Националне здравствене службе. Национална здравствена служба за здравствену заштиту пацијентима пружа абортусе у Великој Британији без икаквих трошкова.

### Средњи исток
Закони о абортусу на Блиском истоку одражавају различита мишљења. Неке земље дозвољавају абортус у случајевима који укључују добробит труднице, оштећење фетуса и силовање. Абортус се широко практиковао током колонијалног периода и дозвољавао је прекид касније трудноће. До 19. века, прогресивна тумачења су смањила временско ограничење абортуса до првог триместра. Међутим, извештај Светске здравствене организације из 2008. процењује да се 900.000 небезбедних абортуса дешава сваке године у регионима Блиског истока и северне Африке. Док су многе земље декриминализовале абортусе и учиниле их приступачнијим, још увек има неколико преосталих земаља које то тек треба да ураде.

#### Иран
Абортус је први пут легализован 1978. У априлу 2005. године, ирански парламент је одобрио нови закон којим се олакшавају услови тако што дозвољава и абортус у одређеним случајевима када фетус показује знаке хендикепа.
Легални абортус је сада дозвољен ако је живот мајке у опасности, као и у случајевима феталних абнормалности због којих није одржив након рођења (као што је аненцефалија) или узрокује потешкоће за мајку да се брине о њему након рођења, као што је велика таласемија или билатерална полицистична болест бубрега.

### Северна Америка

#### Америка
Заступање права на абортус у Сједињеним Државама је усредсређено на покрет за права на абортус у Сједињеним Државама.

### Јужна Америка
У целом свету постоје само четири земље у којима је абортус потпуно забрањен. Хондурас, Доминиканска Република, Никарагва и Салвадор тек треба да легализују абортусе, чак и ако је то због здравља и безбедности жена. Од 2018. године није било промена у законима који се односе на абортус у овим земљама Латинске Америке. Министарство јавног здравља прикупило је податке који показују да је скоро половина трудноћа само у Доминиканској Републици нежељена или непланирана; често проистичу из инцеста или силовања. Жене у Јужној Америци настављају да се боре за своја права и заштиту, али недавно није било позива за акцију.

#### Аргентина
Пошто је Аргентина била веома рестриктивна против абортуса, поуздано извештавање о стопама абортуса није доступно. Аргентина је дуго била изразито католичка земља, а демонстранти који су тражили либерализовани абортус 2013. године усмерили су гнев према Католичкој цркви. Аргентина је дом организације за борбу против насиља Ni una menos, која је формирана 2015. године у знак протеста због убиства Дајане Гарсије, која се противила кршењу права жене на избор броја и интервала трудноће.
Дана 11. децембра 2020. године, након 20-часовне дебате, Представнички дом је са 131 против 117 (6 уздржаних) гласао за усвајање закона којим се легализује абортус до 14 недеља након зачећа. Усвајање закона резултирало је великим прославама активиста за права на абортус који су дуго водили кампању за њега. Аргентински Сенат је 29. децембра одобрио закон 38—29, а очекује се да ће га потписати председник Алберто Фернандес . Аргентина ће постати четврта латиноамеричка земља која ће легализовати абортус.

## Србија
Одлука о легализацији побачаја донета је половином тридесетих година XX века, на конгресу југословенских лекара у Београду. Абортус је, међутим, у Србији легализован тек 1951. године и, чак и у то време, он у СФРЈ остаје једина медицинска интервенција која се наплаћивала, што представља симболички вид кажњавања жена.
У Србији је прекид трудноће регулисан Законом о поступку прекида трудноће у здравственим установама ("Сл. гласник РС", бр. 16/95 и 101/2005 - др. закон).
Овај закон дозвољава абортус свакој жени, на њен захтев, до десете недеље трудноће.
Ако је трудноћа старија од десет недеља, одлуку доноси конзилијум лекара, када постоје медицинске индикације да је женин или дететов живот угрожен, или ако је трудноћа настала извршењем кривичног дела (силовање, обљуба), а после двадесете недеље, одлуку доноси етички одбор здравствене установе.
Током 2019. године било је пријављено 13.901 прекида трудноће, показују подаци Здравствено-статистичког годишњака Републике Србије.